# Eskice, Ilgaz
Eskice là một xã thuộc huyện Ilgaz, tỉnh Çankırı, Thổ Nhĩ Kỳ. Dân số thời điểm năm 2010 là 15 người.